# Кто наш папа, чувак?
«Кто наш папа, чувак?» (англ. Father Figures; прежнее название Bastards; в Великобритании  Who's Your Daddy?) —  американский комедийный фильм режиссёра Лоуренса Шера по сценарию Джастина Мэйлена. В главных ролях Гленн Клоуз, Дж. К. Симмонс, Оуэн Уилсон и Эд Хелмс. В США фильм вышел 22 декабря 2017 года.  В России фильм вышел 11 января 2018 года.

## Сборы и критика
Фильм «Кто наш папа, чувак?» собрал $17,5 миллионов в Соединенных Штатах и Канаде и $8,1 миллионов в других странах. Общая сумма сборов по всему миру составила 25,6 миллионов долларов при бюджете в $25 миллионов.
В Соединенных Штатах и Канаде фильм вышел в прокат одновременно с премьерами «Короче» и «Идеальный голос 3», а также расширением проката у фильмов «Форма воды» и «Тёмные времена», и, по прогнозам, должен был собрать примерно $10 миллионов в 2902 кинотеатрах за первые выходные. Но «Кто наш папа, чувак?» собрал $1,4 миллиона в первый день и $3,2 миллиона за трехдневные выходные, заняв 9-е место в прокате. С учетом инфляции это был шестой худший старт всех времен для фильма, который прокатывали в минимум 2500 кинотеатрах.
Deadline Hollywood приписал слабые результаты фильма снижению интереса зрителей к комедиям с рейтингом R, сюжетной линии «был там, сделал это» и, возможно, устаревшим шуткам, поскольку фильм был снят в 2015 году. Во вторые выходные фильм собрал $3,8 миллиона долларов (рост на 16%), заняв 10-е место.

## Сюжет
В центре сюжета братья Питер и Кайл Рейнольдсы. Мать вырастила детей уверенными в том, что их отец скончался, когда они были совсем маленькими. Выяснив, что это не так, братья отправляются искать своего истинного отца и узнают о матери больше, чем хотелось бы.

## В ролях
- Гленн Клоуз — Хелен
- Дж. К. Симмонс — Рональд Хант
- Кэтрин Аселтон — Сара
- Оуэн Уилсон — Кайл
- Кристофер Уокен — доктор Тинклер
- Эд Хелмс — Питер
- Джун Скуиб — мисс Хант
- Винг Реймз — Род Гамильтон
- Райан Картрайт
- Тейлор Тредуэлл — Келли
- Ретта — Энни
- Гарри Ширер — Джене
- Кэт Уильямс
- Брайан Хаски — Джоэль
- Дебра Сэндлунд — Карэн Брэдшоу
- Рэйчел Эгглстон — Элизабет
- Kathi Binkley — жена доктора Тинклера
- Тамила Билалова
- Райан Гол — Шон О'Каллаган
- Терри Брэдшоу